# Medgyaszay Attila
Medgyaszay Attila (Prof. Dr. Medgyaszay Attila, születési neve Novák Attila Jenő Tihamér Budapest, 1928. július 10. – Budapest, 2001. november 17. magyar szemészorvos.

## Élete
Édesapja: dr. Medgyaszay (Novák) Jenő orvos, édesanyja: Koncz Mária háztartásbeli volt. Egy nővére volt: Medgyaszay Éva (1924-1971). 
Krisztinavárosi otthonukat  bombatalálat érte, így a háború után Zuglóban találtak lakást, ahol édesapja gyermekorvosként rendelt
Középiskolai tanulmányait a budapesti Werbőczy István Gimnáziumban (ma Petőfi Sándor Gimnázium (Budapest)) kezdte, majd a Budapest-Fasori Evangélikus Gimnáziumban jelesen érettségizett 1946-ban. 
Egyetemi diplomáját a Budapesti Orvostudományi Egyetemen, az Általános Orvostudományi Karon szerezte 1952-ben.
1954-ben feleségül vette Sziget Magdolna, gépészmérnököt, aki szabadidejében falikárpitokat szőtt. Közös gyermekük dr. Medgyaszay Orsolya, szemészként édesapja nyomdokaiba lépett.

## Szakmai munkája
Orvosi munkáját honvédorvosként kezdte Taszáron, majd Kecskeméten. 1955-ben a Repülőkórházba (Gyáli úti Kórház) került a Dr. Aczél György főorvos által vezetett szemészeti osztályra. 1956-tól – már civilként – mintegy 10 évig a Prof. Dr. Radnót Magda által vezetett Tömő utcai I. sz. Szemészeti Klinikán dolgozott. 1957-ben tette le a szemészeti szakvizsgát, 1971-ben repülőorvosi szakvizsgát szerzett. 1966-ban a Merényi Gusztáv Kórház Szemészet osztályvezető főorvosává nevezték ki. 1974-től nyugdíjba vonulásáig az István Kórház Szemészet osztályvezető főorvosaként dolgozott.

## Tudományos munkásság
1969-ben kandidátusi fokozatot szerzett. Értekezésének címe: Adatok a színérzés mechanizmusához és a szerzett színérzészavar diagnosztikájához.  1975-ben címzetes egyetemi docensi címet, 1991-ben az OTE címzetes egyetemi tanári címet kapta meg.
Tagja volt az MTA világítástechnikai szakbizottságának. 1972-76 között a Magyar Szemorvos Társaság főtitkára, majd alelnöke 1989-ben. 1970-75 között az Országos Szemészeti Intézet igazgatóhelyettese, 1981–83 között az OSZI igazgatója. Szerkesztőbizottsági tagja volt a Szemészet Ophthalmologica Hungarica, a Magyar Szemorvos Társaság hivatalos és tudományos folyóiratának.

## Kitüntetések
- Kiváló Munkáért díj
- Vöröskereszt bronz érdemérme
- 100 éves a Vöröskereszt érdemérem (1981)
- Kiváló orvos  (1990)[17]

## Publikációk, előadások
| Medgyaszay A.                                              | A magyar szemészet fejlődésének harminc éve                                                                                | Szemészet                                                               | 1975.      | 112      | 5-8     |
| Fiziológiai optika                                         | |                                                                         |            |          |         |
| Medgyaszay A.                                              | A színek fúziója | Szemészet                                                               | 1961       | 98       | 155-156 |
| Pajor R.-Medgyaszay A.                                     | Kancsal-amblyop szemek színérzékenysége                                                                                    | Szemészet                                                               | 1964       | 101      | 41-43   |
| Medgyaszay A.-Hőnig M.                                     | Binoculáris accomodáció mérése concav lencsével                                                                            | Szemészet                                                               | 1964       | 101      | 241-243 |
| Medgyaszay A.                                              | Fusionrelationsfeld | Albrecht von Graefes Archiv für Ophthalmologie                          | 1964       | 167      | 377-380 |
| Medgyaszay A.-Szabó Gy.                                    | Das Farbengesichtsfeld im Spiegel der Farbenmischung                                                                       | Albrecht von Graefes Archiv für Ophthalmologie                          | 1964       | 167      | 1-3     |
| Pajor R.-Medgyaszay A.                                     | Colour Sensitivity of Eyes with Squint Amblyopia                                                                           | American Journal of Ophthology                                          | 1965       | 59       | 493-494 |
| Medgyaszay A.                                              | The Dynamic Blending Colour and the Chromatic Theories                                                                     | Acta Ophthologica                                                       | 1965       | 43       | 415-418 |
| Medgyaszay A.                                              | A tekintés irányának, a fuzios szélességnek és az akkomodációnak a viszonya                                                | Szemészet                                                               | 1965       | 102      | 180-182 |
| Medgyaszay A.                                              | Inverz fuzió | Szemészet                                                               | 1966       | 103      | 249-251 |
| Medgyaszay A.                                              | Szituációs fuzió | Szemészet                                                               | 1969       | 106      | 37-42   |
| Medgyaszay A.                                              | Színlátás,teljesítőképesség a repülésben                                                                                   | A Merényi Gusztáv Kórház tudományos közleményi                          | 1971       |          | 65-66   |
| Medgyaszay A.                                              | A gépjárművezetés szemészeti követelményei                                                                                 | Délpesti Orvosnapok I.kötet                                             | 1972       |          |         |
| Medgyaszay A.                                              | Die binoculare Farbempfindung im Spiegel der Farben mischung                                                               | Europen Society of Ophthalmogy 4th Congress Basel                       | 1974       | Part II  | 411-413 |
| Medgyaszay A.                                              | Színérzés és sötétadaptáció                                                                                                | Szemészet                                                               | 1975       | 112      | 208-211 |
| Medgyaszay A.                                              | A sebesség,gyorsulás és a szem feloldóképessége                                                                            | Repülőorvosi jubileumi kongresszus Kecskemét                            | 1975       |          | előadás |
| Medgyaszay A.                                              | Színkeverés látótérvizsgálattal nyert tapasztalataink gyakorlati vonatkozásai                                              | A.I.C.Színdinamika 76 MTESz.Bp.                                         | 1976       |          |         |
| Medgyaszay A.                                              | Látás és űrrepülés | ONO Tudományos ülés                                                     | 1979       |          | előadás |
| Medgyaszay A.                                              | A színérzés zavarban szenvedő teljesítőképessége a közlekedésben                                                           | Magyar Igaszságügyi Orvosok Társasága V.Kongresszus Szeged              | 1976       |          | előadás |
| Borsányi G.-Nagy I.-Medgyaszay A.                          | Egyszemű látás szerepe a gépjárművezetésben                                                                                | Magyar Igaszságügyi Orvosok Társasága V.Kongresszus Szeged              | 1976       |          | előadás |
| Medgyaszay A.                                              | Látáscsökkenés és színtévesztés együttes előfordulásának jelentősége a közuti közlekedésben való alkalmasság szempontjából | Országos Orvosszakértői Intézet Jubileumi Tudományos kötet              | 1977       |          |         |
| Medgyaszay A.                                              | Fiziológiai optikai kutatások lehetősége általános kórház szemészeti osztályán                                             | Merényi Gusztáv Kórház Jubileumi Tudományos ülés                        | 1980       |          | előadás |
| Medgyaszay A.                                              | Szemészeti betegségek | Munkaegészségtan-üzemegészségtan                                        | 1980       | Medicina | 815-828 |
| Medgyaszay A.                                              | Problems of Colour Visionand ITS Reletionship to Colour Dynamics                                                           | A.I.C.Színdinamika 82 .MTESz Budapest                                   | 1982       |          |         |
| Gyógyszerhatástan                                          | |                                                                         |            |          |         |
| Medgyaszay A.                                              | Transitorikus refrakció változás Fonurit /Diamox/ hatására                                                                 | Szemészet                                                               | 1961       | 98       | 13-17   |
| Medgyaszay A.                                              | Transitorische Veranderungen der Refraction auf Einwirkung von Fonurit                                                     | Klinische Monatsblätter für Augenheilkunde                              | 1961       | 138      | 255-258 |
| Medgyaszay A.                                              | Tüszőhormon okozta szemtenzió emelkedés                                                                                    | Szemészet                                                               | 1962       | 99       | 58-60   |
| Medgyaszay A.                                              | Alkalmazkodás csökkenés Noxiron hatására                                                                                   | Szemészet                                                               | 1964       | 101      | 228-229 |
| Medgyaszay A.                                              | Intraocularer Druck and Hormonbehandlung                                                                                   | Ophthalmologica                                                         | 1963       | 145      | 243-248 |
| Komor A. -Medgyaszay A.-Polgár Gy.                         | Veranderung der Augentension nach intravenös verachtreichten Noradrenalin                                                  | Albrecht von Graefes Archiv für Ophthalmologie                          | 1965       | 168      | 577-580 |
| Cserháti E-Medgyaszay A. -Póder Gy. -Békefi D.-Schöngut L. | Cortison kezelés és lencsehomály                                                                                           | Gyermekgyógyászat                                                       | 1970       | 21       | 455-458 |
| Klinikum                                                   | |                                                                         |            |          |         |
| Medgyaszay A.                                              | A gyermekkori endogen uveitisek aetiologiája                                                                               | Gyermekgyógyászat                                                       | 1959       | X.       | 88-90   |
| Medgyaszay A.                                              | Endogen uveitises gyermekeken végzett EKG vizsgálatok                                                                      | Szemészet                                                               | 1962       | 99       | 215-218 |
| Medgyaszay A.                                              | Az ulcus serpens corneae prognózisáról                                                                                     | Orvosi hetilap                                                          | 1962       | 103      | 354-356 |
| Medgyaszay A.                                              | Ulcus serpens corneae előfordulása a gyermekkorban                                                                         | Gyermekgyógyászat                                                       | 1963       | XIV      | 165-167 |
| Medgyaszay A.                                              | Kutyaharapás okozta szemhéjsérülések                                                                                       | Szemészet                                                               | 1963       | 100      | 107-109 |
| Medgyaszay A.                                              | Subdural abscess verursachter einseitiger Exophthalmus                                                                     | Klinische Monatsblätter für Augenheilkunde                              | 1964       | 144      | 254-257 |
| Medgyaszay A.                                              | Haemangioma cavernosum conjunctivae bulbi                                                                                  | Szemészet                                                               | 1964       | 101      | 101-104 |
| Medgyaszay A.-Hegedűs J.                                   | Monoculáris gerontoxon | Szemészet                                                               | 1966       | 101      | 158-170 |
| Medgyaszay A.-Hegedűs J.                                   | A cornea hámosodásáról | Szemészet                                                               | 1966       | 103      | 66-69   |
| Medgyaszay A.-Szabó Gy.                                    | Könnyútfűző szonda | Szemészet                                                               | 1966       | 103      | 115-116 |
| Medgyaszay A.                                              | Szürkehályog műtét indikációja és színérzés vizsgálat                                                                      | Szemészet                                                               | 1969       | 106      | 274-275 |
| Uzonyi Gy-Medgyaszay A. -Nyíri I.                          | Yatrogen fertőzések megelőzése a szemészetben                                                                              | Merényi Gusztáv Kórház Tudományos közleményei                           | 1971       |          | 209-212 |
| Radnót M. -Lapis K-Medgyaszay A.                           | Examen ultrastructural d; un mélanome malin du sac lacrymal                                                                | Ophthalmologica                                                         | 1971       | 163      | 73-89   |
| Bölcs S.-Medgyaszay A.                                     | Treatment problems of Dacriocystitis in Infancy                                                                            | Journal of Pediatric Ophthalmology and Strabismus                       | 1965       | 2        | 9-10    |
| Bölcs S.-Medgyaszay A.                                     | Congenital nasolacrimal obstruction                                                                                        | Modern Medicina, Pediatrics                                             | 1965       | 6        | 192-193 |
| Medgyaszay A.                                              | Adatok a színérzés mechanizmusához és a szerzett színérzés zavar diagnosztikájához                                         | Kandidátusi értekezés                                                   | 1969.05.27 |          |         |
| Medgyaszay A.-Szabó Gy.                                    | Könnycsövecske rekonstrukció műtéte retrograd szondázással                                                                 | Magyar Szemorvos Társaság Kongresszus - Debrecen                        | 1964.04.03 |          | film    |
| Medgyaszay A.                                              | A szem maródásos sérülései                                                                                                 | Országos Orvosszakértői Intézet Újabb eredmények a szemészetben         | 1971       | I        |         |
| Medgyaszay A.                                              | Yatrogén infekciók a szemészetben                                                                                          | Országos Orvosszakértői Intézet Újabb eredmények a szemészetben         | 1973       | I        |         |
| Medgyaszay A.                                              | A szembetegek néhány kérdéséről területünkön                                                                               | Délpesti Orvosnapok II.kötet                                            | 1975       |          |         |
| Gombosi K-Medgyaszay A.- Domokos M.                        | Trinitrotoluol /TNT/ expositioban dolgozók komplex vizsgálata                                                              | Munkavédelem                                                            | 1981       | XXVII    | 4-6     |
| Kálmán Zs.-Medgyaszay A.                                   | A monoculusok mélységlátásának közlekedésügyi vonatkozásai                                                                 | BM Orvos                                                                | 1981/1-2   |          | 31-38   |
| Gottlieb E. -Medgyaszay A.                                 | Vakok és csökkentlátók vizsgálatának 10 éves tapasztalatai                                                                 | Szemészet                                                               | 1982       | 119      | 71-79   |
| Gombosi K-Medgyaszay A.                                    | Trinitrotoluol /TNT/ expositioban dolgozók ismételt vizsgálatának eredményei                                               | Munkavédelem                                                            | 1982       | 28       | 23-25   |
| Gombosi K-Medgyaszay A.                                    | Újabb adatok a trinitrotoluol /TNT/cataractogen hatásáról                                                                  | Munkavédelem Munka- és Üzemegészségügy                                  | 1983       | 29       | 222-223 |
| Gombosi K-Medgyaszay A.                                    | Vájárok kontaktlencse viselésével kapcsolatos tapasztalataink                                                              | Munkavédelem Munka- és Üzemegészségügy                                  | 1984       | 30./4-6  | 103-105 |
| Medgyaszay A.                                              | Szemészeti megbetegedések foglalkozási vonatkozásai                                                                        | Országos Munkaegészségügyi Intézet Szakorvostovábbképző előadás sorozat |            |          | előadás |
| Medgyaszay A.                                              | Látáspsychológia-fiziológia                                                                                                | Műszaki Egyetem Építészmérnöki Kar Szakmérnöki továbbképző sorozat      |            |          | előadás |
| Medgyaszay A.                                              | Színlátás zavarai, modern színvizsgáló eszközök, alkalmassági vizsgálatok                                                  | Orvostovábbképző Egyetem Szakorvos továbbképző előadás sorozat          |            |          | előadás |
| Medgyaszay A.                                              | A szem dysfunkciói és a közlekedés biztonsága                                                                              | Szombathely előadás                                                     | 1987       |          | előadás |
| Medgyaszay A.                                              | Tapaszatalatok a Flicker- anomaloszcopppal a szemfenéki megbetegedések differenciáldiagnosztikájában                       | Debrecen előadás                                                        | 1988       |          | előadás |
| Medgyaszay A.                                              | Orbita traumák és szemmozgási zavarok                                                                                      | ONO Szeged előadás                                                      | 1988       |          | előadás |
| Medgyaszay A.                                              | Colour Requirements for Colour Designers                                                                                   | Nemzetközi Színbizottság Budapest                                       | 1988       |          | előadás |
| Medgyaszay A.                                              | Mezopikus állapot és a színlátás biztonsága                                                                                | Magyar Szemorvos Társaság ülése                                         | 1989       |          | előadás |
|                                                            | |                                                                         |            |          |         |